# Andy Gilpin
Andrew Crowley Gilpin, dit Andy Gilpin, (né le 30 septembre 1920 à Montréal, dans la province de Québec, au Canada – mort le 1er mars 2014 à London (Ontario)) est un joueur canadien de hockey sur glace. Il participe aux Jeux olympiques d'hiver de 1948 et remporte la médaille d'or avec son équipe.

## Palmarès
- Médaille d'or aux Jeux olympiques de 1948 à Saint Moritz en Suisse